# Xanthoxalis lyonii
Xanthoxalis lyonii là một loài thực vật có hoa trong họ Chua me đất. Loài này được (Pursh) Holub miêu tả khoa học đầu tiên năm 1973.